# Protoespatari
Protoespatari fou un títol romà d'Orient. El títol de protoespatari es creu que corresponia inicialment a capità de la guàrdia imperial (la guàrdia imperial eren els espataris o somatofílacs), però amb el temps va esdevenir un títol civil vinculat a un càrrec de govern i judicial a províncies.